# Wybory parlamentarne w Chorwacji w 2016 roku

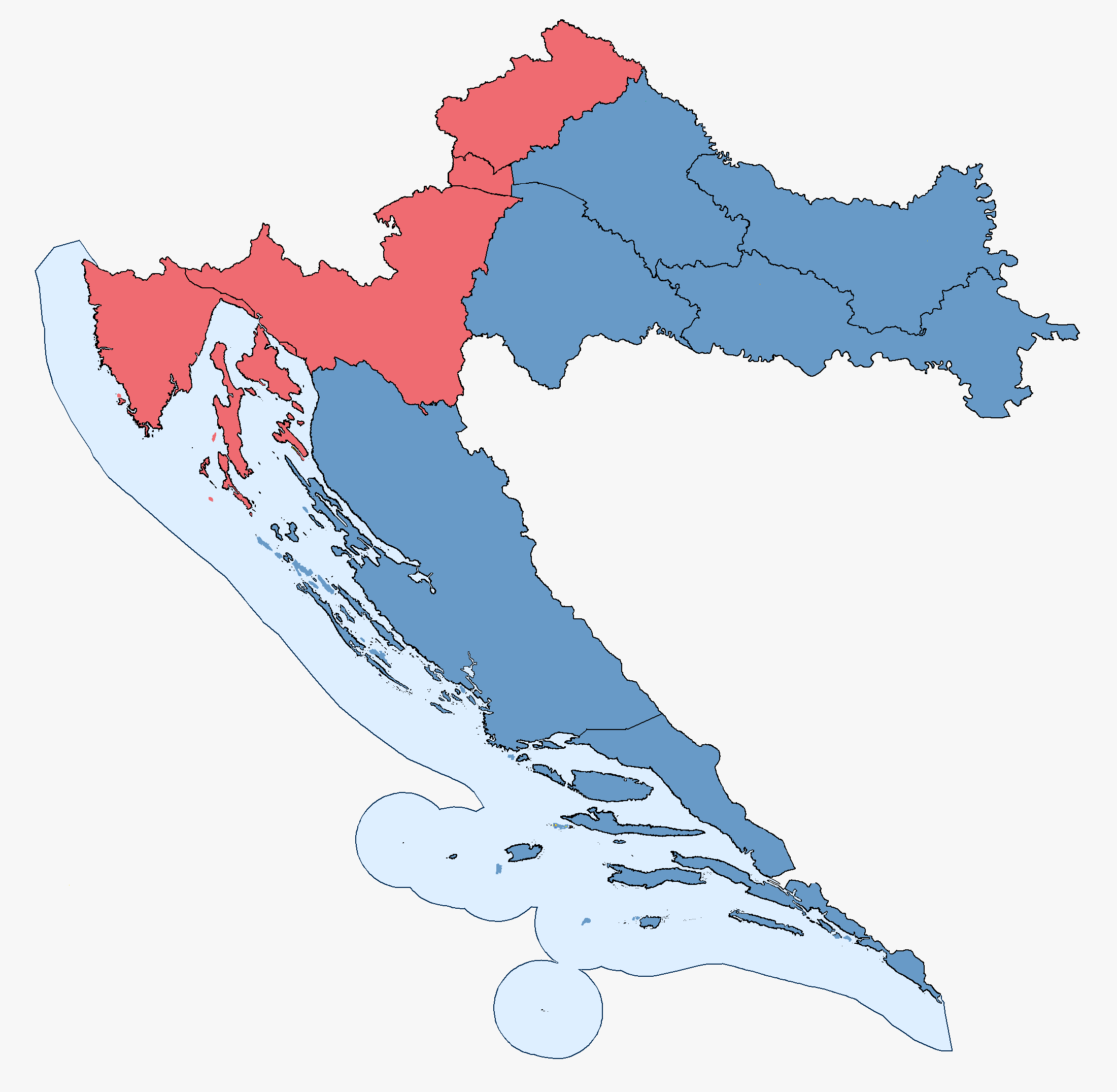
Podział na okręgi wyborcze: niebieskie – wygrana HDZ, czerwone – wygrana koalicji Koalicji Narodowej (skupionej wokół SDP)

Wybory parlamentarne w Chorwacji w 2016 roku odbyły się 11 września 2016. Głosowanie przeprowadzono w godzinach od 7 do 19. Były to wybory przedterminowe, w których wybrano 151 posłów do Zgromadzenia Chorwackiego (parlamentu Chorwacji) IX kadencji. Frekwencja wyborcza wyniosła 54,4%. Wybory zakończyły się zwycięstwem centroprawicowej HDZ, a ich następstwem stało się powołanie rządu Andreja Plenkovicia.

## Kontekst rozpisania wyborów
Po poprzednich wyborach z 8 listopada 2015 zwycięska Chorwacka Wspólnota Demokratyczna (HDZ) i nowe ugrupowanie Most porozumiały się w sprawie koalicji. W styczniu 2016 utworzyły wspólny rząd, na czele którego stanął bezpartyjny menedżer Tihomir Orešković. W czerwcu 2016 doszło do kryzysu gabinetowego po ujawnieniu kontaktów żony wicepremiera Tomislava Kamararki (HDZ) z lobbystami węgierskiego koncernu paliwowego MOL, z którym Chorwacja prowadziła wówczas spór prawny. 16 czerwca Zgromadzenie Chorwackie uchwaliło wotum nieufności: za głosowało 125 członków parlamentu, przeciwko było 15, a 2 posłów wstrzymało się od głosu. Wniosek o wotum nieufności złożyła współtworząca koalicję rządową centroprawicowa partia Chorwacka Wspólnota Demokratyczna, licząc na utworzenie nowego rządu z własnym premierem. 20 czerwca parlament zdecydował jednak o samorozwiązaniu i przeprowadzeniu wcześniejszych wyborów. 16 lipca prezydent Kolinda Grabar-Kitarović rozpisała przedterminowe wybory na 11 września.
Spośród dwóch największych chorwackich ugrupowań HDZ (z nowym liderem Andrejem Plenkoviciem) nie zdecydowała się na formalne zawiązanie ogólnokrajowej koalicji jak w poprzedniej kampanii. Utrzymała formalną współpracę jedynie z Chorwacką Partią Demokratyczno-Chrześcijańską i Chorwacką Partią Socjalliberalną. Socjaldemokratyczna Partia Chorwacji współtworzyła tym razem Koalicję Narodową. Dołączyli do niej jej tradycyjni partnerzy od czasu Koalicji Kukuriku (HNS-LD i HSU), a dodatkowo współpracująca poprzednio z HDZ Chorwacka Partia Chłopska.

## System wyborczy
Ordynacja wyborcza przewidywała wybór 151 posłów do Zgromadzenia Chorwackiego w 12 okręgach:
- 140 posłów w 10 okręgach 14-mandatowych przy podziale mandatów metodą D’Hondta pomiędzy listy, które w danym okręgu przekroczyły wynoszący 5% próg wyborczy;
- 3 posłów w okręgu dla obywateli Chorwacji zamieszkałych poza granicami kraju;
- 8 posłów w ogólnokrajowym okręgu dla mniejszości narodowych[9] (3 posłów w podokręgu dla mniejszości serbskiej, 5 posłów w 5 podokręgach dla pozostałych mniejszości).

## Wyniki wyborów
| Lista wyborcza                                          | Głosy     | %    | Miejsca |
| ------------------------------------------------------- | --------- | ---- | ------- |
| Chorwacka Wspólnota Demokratyczna i koalicjanci         | 682 687   | 36,3 | 61      |
| Koalicja Narodowa                                       | 636 602   | 33,8 | 54      |
| Most Niezależnych List                                  | 186 626   | 9,9  | 13      |
| Żywy Mur i koalicjanci                                  | 117 208   | 6,2  | 8       |
| IDS i koalicjanci                                       | 43 180    | 2,3  | 3       |
| Milan Bandić 365 i koalicjanci                          | 76 054    | 4,0  | 2       |
| Chorwacki Demokratyczny Sojusz Slawonii i Baranji i HKS | 23 573    | 1,3  | 1       |
| Pametno, Za Grad                                        | 38 812    | 2,1  | –       |
| HSP AS i koalicjanci                                    | 11 100    | 0,6  | –       |
| Pozostali                                               | 66 475    | 3,5  | –       |
| Niezależna Demokratyczna Partia Serbska (SDSS)          | –         | –    | 3       |
| Pozostałe mniejszości narodowe                          | –         | –    | 5       |
| Neovisna lista – Željko Glasnović                       | –         | –    | 1       |
| Razem                                                   | 1 919 188 | 100  | 151     |